# Heinz Kruschel
Heinz Kruschel (* 8. Oktober 1929 in Leopoldshall; † 13. Dezember 2011 in Magdeburg) war ein deutscher Schriftsteller.

## Leben
Heinz Kruschel war der Sohn eines kaufmännischen Angestellten. Er absolvierte eine Lehre als Modelltischler, die er mit der Facharbeiterprüfung abschloss. 1949/50 studierte er am Lehrerbildungsinstitut in Staßfurt. Anschließend wirkte er von 1950 bis 1952 als Lehrer in Sandersdorf, von 1952 bis 1955 in Magdeburg und von 1955 bis 1958 in Egeln. Nach der Beendigung eines
Fernstudiums der Germanistik war Kruschel von 1958 bis 1961 Direktor einer Erweiterten Oberschule in Havelberg. Von 1961 bis 1963 arbeitete er als Journalist und Kulturredakteur bei der Magdeburger Tageszeitung Volksstimme; seit 1963 lebte er als freier Schriftsteller in Magdeburg. In den Sechzigerjahren bereiste er u. a. Ungarn, Bulgarien, Usbekistan und Kuba.
Der Autor Heinz Kruschel begann mit dem Schreiben von feuilletonistischen Beiträgen und Reportagen (teils unter dem Pseudonym Heinz Engelke). Sein erzählerisches Werk umfasst sowohl Kurzgeschichten als auch Romane für Kinder und Erwachsene; mehrere seiner Bücher aus den Sechzigerjahren haben den westdeutschen Militarismus zum Thema. Sein Roman Gesucht wird die freundliche Welt wurde 1978 von Erwin Stranka unter dem Titel Sabine Wulff verfilmt.
Heinz Kruschel war seit 1990 Mitglied des Friedrich-Bödecker-Kreises; bis 1999 war er Vorsitzender des Landesverbandes Sachsen-Anhalt. Er erhielt u. a. folgende Auszeichnungen: 1973 den Erich-Weinert-Preis der Stadt Magdeburg, 1974 den
Theodor-Körner-Preis, 1974 den Orden „Banner der Arbeit“, 1977 den Literaturpreis des FDGB sowie 1980 den Vaterländischen Verdienstorden.
Er ist der Vater des Schriftstellers Karsten Kruschel.

## Werke

### Jugendbücher
- In Wulnitz ist nichts los, Kinderbuchverlag Berlin 1961 (Illustrationen von Hans Betcke)
- Rette mich, wer kann, Verlag Neues Leben Berlin 1969 (Illustrationen von Renate Jessel; Taschenbuchausgabe 1976 im Militärverlag Berlin; auch auf Slowakisch und Ukrainisch)
- Mein elftes Schuljahr, Verlag Neues Leben Berlin 1971 (Illustrationen von Volker Pfüller; 3., überarbeitete Auflage 1977)
- Rebell mit Kreuz und Schwert. Das Leben des Thomas Müntzer, Kinderbuchverlag Berlin 1972 (Illustrationen von Rudolf Grapentin)
- Zwei im Kreis, Verlag Neues Leben Berlin 1979
- Meine doppelte Liebe, Verlag Neues Leben Berlin 1983
- Endlich ein Mann sein, Verlag Neues Leben Berlin 1987

### Romane und Erzählungen
- Das Kreuz am Wege, Roman, Militärverlag Berlin 1962
- Jenseits des Stromes, Erzählung, Mitteldeutscher Verlag Halle/Saale 1964
- Das Mädchen Ann und der Soldat, Militärverlag Berlin 1964 (Illustrationen von Rudolf Grapentin; auch auf Russisch)
- Marihuana, Militärverlag Berlin 1965 (Kleine Erzählerreihe Nr. 63)
- Paragraph 51?, Militärverlag Berlin 1965 (Kleine Erzählerreihe Nr. 105)
- Andrew Tracys großer Job, Militärverlag Berlin 1966 (Kleine Erzählerreihe Nr. 72)
- Jeder Abschied ist ein kleines Sterben, Militärverlag Berlin 1969 (Illustrationen von Eberhard Binder)
- Die Rebellion der Franca Viola, Militärverlag Berlin 1969 (Kleine Erzählerreihe Nr. 149)
- Der Köder, Militärverlag Berlin 1969 (Kleine Erzählerreihe Nr. 152)
- Das Moor schweigt, Militärverlag Berlin 1970 (Illustrationen von Erhard Schreier; Erzählerreihe Nr. 159)
- Die Gefangenen, Militärverlag Berlin 1971 (Illustrationen  von Karl Fischer; Erzählerreihe Nr. 175)
- Wind im Gesicht, Roman, Mitteldeutscher Verlag Halle/Saale 1971
- Das Ende der Basmatschen, Militärverlag Berlin 1972 (Meridian Nr. 35)
- Die Schneidereits, Roman, Militärverlag Berlin 1973 (gekürzte Taschenbuchausgabe 1980)
- Der Köder, Erzählungen, Militärverlag Berlin 1974 (Taschenbuchausgabe unter dem Titel Die Zauberer von Baracoa, 1975)
- Der Mann mit den vielen Namen. Roman um Conrad Blenkle, Verlag Neues Leben Berlin 1975 (auch Weltkreis Verlag Dortmund, 1975; überarbeitete Ausgabe 1976)
- Gesucht wird die freundliche Welt, Roman, Mitteldeutscher Verlag Halle/Saale 1976 (Wiederveröffentlichung als E-Book unter dem Titel Sabine Wulff. Gesucht wird die freundliche Welt, EditionDigital 2012, ISBN 978-3-86394-424-7)
- Der rote Antares, Roman, Militärverlag Berlin 1979
- Sein letzter Tag, Erzählung, Verlag Neues Leben, Berlin 1981 (Das neue Abenteuer 414)
- Leben. Nicht allein, Roman, Mitteldeutscher Verlag Halle/Saale 1982
- Tantalus. Kriminalroman, Mitteldeutscher Verlag Halle/Saale 1985
- Lamyz, Erzählungen, Ziethen Verlag Oschersleben 1995
- Ihr wilder Mut, Erzählungen, Geest-Verlag Ahlhorn 2001
- Fine, das Teckelmädchen, Erzählungen, Geest-Verlag Vechta-Langförden 2001
- Der große Teufelsrochen, Erzählungen, Geest-Verlag Vechta-Langförden 2003 (Illustrationen von Heinz Israel)

### Essay und Reportage
- Winterreise in den Sommer, Militärverlag Berlin 1967 (Meridian Nr. 3)
- Magdeburg, Bucher Verlag München 1993 (Fotos von Georg Kürzinger)
- Bruno Beye oder: Müssen Nutzen und Schönheit die ewigen Feinde sein?, Magdeburg 1981
- B. B., der Augenmensch. Gedanken über den Maler Bruno Beye, Ziethen Verlag Oschersleben 2002
- Ein Philosoph braucht keine Taschen. Mitteilungen über den Havelberger Maler Kurt Henschel, Dorise Verlag Burg, 2006, ISBN 978-3-937973-28-9

### Als Herausgeber
- Querbeet, Oschersleben 1993 (zusammen mit Dorothea Iser)
- Immer wieder Ikarus, Oschersleben 1995 (zusammen mit Dorothea Iser)
- Auf dem Rücken der Schwalben, Oschersleben 1997 (zusammen mit Dorothea Iser)
- Einmal Kolumbus sein. Texte und Zeichnungen von Schülern aus Sachsen-Anhalt, Halle/Saale 1997 (zusammen mit Dorothea Iser und Jürgen Jankofsky)
- Fluchtwege. Jerichower Tagebuch, Magdeburg 1997 (zusammen mit Dorothea Iser)
- Schwarze Kolibris. Interlesebuch, Magdeburg 1997 (zusammen mit Dorothea Iser)
- Kinder, Kaiser & Klamotten. Texte und Zeichnungen von Schülern aus Sachsen-Anhalt, Magdeburg 1998 (zusammen mit Dorothea Iser und Jürgen Jankofsky)
- Und morgen reden wir weiter. Autoren aus fünf Ländern erzählen, Oschersleben 1999 (zusammen mit Dorothea Iser)